# 苏斯克达
苏斯克达，是西班牙加泰罗尼亚赫罗纳省的一个市镇。总面积51平方公里，总人口98人（2001年），人口密度2人/平方公里。